# Earl Younger
Earl Younger (Londra, 21 giugno 1955) è un attore britannico.

## Filmografia
- Passionate Summer - non accreditato (1958)
- Fahrenheit 451 (Fahrenheit 451) - non accreditato (1966)
- Flash the Sheepdog (1966)
- Trafficanti del piacere (Hammerhead) (1968)
- I ragazzi della via Paal (A Pál utcai fiúk) (1969)
- Up in the Air (1969)
- The Sea Children (1973)